# رتيبة عصافير الرامي
رتيبة عصافير الرامي (الاسم العلمي:Acanthisitti) هي رتيبة صغيرة تتبع إلى رتبة العصفوريات.